# Frederick Feary
Frederick Feary est un boxeur américain né le 10 avril 1912 et mort le 20 avril 1994 à Stockton, Californie.

## Carrière
Champion des États-Unis de boxe amateur en 1932 dans la catégorie poids lourds, il remporte la même année la médaille de bronze aux Jeux de Los Angeles toujours en poids lourds. Feary passe professionnel en 1933 mais malgré un palmarès honorable de 21 victoires, 3 défaites et 4 matchs nuls, il ne gagne aucun titre majeur.

## Palmarès

### Jeux olympiques
- Jeux olympiques de 1932 à Los Angeles[1] (poids lourds)

## Référence
1. ↑  (en) Résultats des Jeux olympiques 1932 (amateur-boxing.strefa.pl)